# Gülşen
Gülşen Bayraktar, mais conhecida como Gülşen (Istambul, 29 de maio de 1976) é uma cantora pop da Turquia. O título do seu álbum "Yurtta aşk, cihanda aşk" (Amor no país, amor no mundo), lançado em junho de 2006, faz referência à famosa frase de Atatürk, "paz no país, paz no mundo".
A cantora é casada com o arranjador turco Ozan Çolakoğlu e mai de um filho, Azur.
Em 25 de agosto de 2022, a cantora foi presa após ser acusada de incitar o ódio por uma piada com escolas religiosas. As falas da cantora foram classificadas pelos conservadores pró-governo turco como insolentes.

## Discografia
- 1996: Be Adam
- 1998: Erkeksen
- 2001: Şimdi
- 2004: Of… Of…
- 2005: 2005 Özel: Of… Of… Album de remixes
- 2006: Yurtta Aşk Cihanda Aşk
- 2007: Mucize
- 2007: Ama Bir Farkla
- 2009: Önsöz
- 2013: Beni Durdursan mı?
- 2015: Bangır Bangır